# 拉谢尔·姆万扎
拉谢尔·姆万扎（法語：Rachel Mwanza，1997年—）是一名刚果民主共和国女演员，凭借在2012年电影《战地巫师》中饰演女主角科莫娜而知名，并因该片获第62届柏林电影节最佳女演员银熊奖。在成为演员之前，她曾是金沙萨街头的流浪儿。

## 早年经历
姆万扎于1997年出生在刚果民主共和国姆布吉马伊一个相对富裕的家庭，父亲从事钻石业工作，她在家中六个孩子里排行老三，大部分童年时光在东开赛省度过。在她八岁时，父亲再婚，随后将她同母亲和兄弟姐妹们送到金沙萨的祖母家，尽管承诺会尽快与他们团聚，但他再也没有出现。不久母亲去了安哥拉工作，孩子们则失学在家。十岁那年，一名假先知声称姆万扎其实是名女巫，迷信的祖母于是把全家遭遇的不幸尽数归咎于她，假先知随即表示自己可以收费驱魔，但姆万扎的祖母最后决定直接将她赶出家门。
此后姆万扎在金沙萨街头恶劣的生存环境中艰难挣扎，直到2010年偶然参演了马克-亨利·瓦日恩贝格执导的电影《金沙萨的孩子们》。虽然姆万扎演完电影后只得继续流浪，但很快电影《战地巫师》的剧组就找上了她。

## 演艺事业
姆万扎的演艺事业始于电影《战地巫师》的导演阮金和制片人皮埃尔·埃旺及玛丽-克洛德·普兰在观看一部关于金沙萨流浪儿的纪录片时相中了她。由于基本没受过教育，姆万扎刚进剧组时甚至不会读书和写字，导演与两位制片人于是决定共同垫付她成年之前的住宿和教育费用。2013年2月，得益于代表加拿大参加第85届奥斯卡金像奖最佳外语片角逐的《战地巫师》获正式提名，姆万扎也拿到前往美国出席奥斯卡颁奖典礼的签证，在美国期间她还参与了电影的宣传工作。
姆万扎在《战地巫师》中的精彩表现也为她赢得了多座国际大奖，包括第62届柏林电影节最佳女演员银熊奖、2012年度翠贝卡电影节最佳国际女演员和温哥华影评人协会奖最佳加拿大影片女主角，以及第1届加拿大银幕奖最佳女主角与第15届魁北克影视奖最佳女主角。
2014年，姆万扎的自传《活下去才能看到这一天》（Survivre pour voir ce jour）出版，她在书中详细讲述了自己的早年经历，希望可以借此激励同龄人，同时吸引更多人关注金沙萨街头两万多流浪儿的悲惨境遇。此后姆万扎基本淡出银幕，只在2018年电影《第三次婚礼》中饰演过同为刚果移民的女主角塔玛拉（Tamara）。

## 个人生活
姆万扎在电影《战地巫师》的宣传工作结束后搬到了蒙特利尔，与该片助理制片人安妮-玛丽·热利纳一家同住，并入读当地高中吕西安-帕日学校（École Lucien-Pagé）。如今她仍定居在蒙特利尔。

## 作品年表

### 电影
| 年份 | 片名           | 原名             | 角色     | 注释 |
| ---- | -------------- | ---------------- | -------- | ---- |
| 2012 | 战地巫师       | Rebelle          | Komona   |      |
| 2012 | 金沙萨的孩子们 | Kinshasa Kids    | 不適用   |      |
| 2018 | 第三次婚礼     | Troisièmes noces | Tamara   |      |
| 2024 | 不適用         | Dors près de moi | Préposée | 短片 |

## 荣誉
| 年份 | 奖项               | 类别                 | 作品         | 结果 | 来源   |
| ---- | ------------------ | -------------------- | ------------ | ---- | ------ |
| 2012 | 柏林国际电影节     | 最佳女演员           | 《战地巫师》 | 獲獎 | [ 1 ]  |
| 2012 | 翠贝卡电影节       | 最佳国际女演员       | 《战地巫师》 | 獲獎 | [ 7 ]  |
| 2013 | 温哥华影评人协会奖 | 最佳加拿大影片女主角 | 《战地巫师》 | 獲獎 | [ 8 ]  |
| 2013 | 加拿大银幕奖       | 最佳女主角           | 《战地巫师》 | 獲獎 | [ 9 ]  |
| 2013 | 魁北克影视奖       | 最佳女主角           | 《战地巫师》 | 獲獎 | [ 10 ] |
| 2013 | 法语国家电影奖     | 最佳女主角           | 《战地巫师》 | 獲獎 | [ 15 ] |
| 2014 | 克洛特鲁迪斯奖     | 最佳女主角           | 《战地巫师》 | 提名 | [ 16 ] |